# Dasychira lampropoda
Dasychira lampropoda är en fjärilsart som beskrevs av Collenette 1937. Dasychira lampropoda ingår i släktet Dasychira och familjen tofsspinnare. Inga underarter finns listade i Catalogue of Life.